# Maruèis
Maruèis (nom occità, en francès Meyrueis) és un municipi del departament francès del Losera a la regió d'Occitània. És cap d'un cantó i és un centre turístic important de les Gorges de la Jonta. Prop de Maruèis hi ha el castell de Ròcadolç (en francès Roquedols), construït cap al 1534 com un dels castells "de plaer" característics de l'època. Posteriorment va patir canvis importants, sobretot al segle xviii que van afectar les façanes. Es compon de dues ales principals, als costats nord i est, i de dues muralles que amb les ales tanquen un quadrilàter, amb torres (desiguals) als quatre vèrtexs. Es troba enmig del bosc i actualment és gestionat pel parc nacional de les Cevenes. Entorn del castell hi ha zones enjardinades en les quals destaca una sequoia de 45 metres d'alçada plantada el 1876.

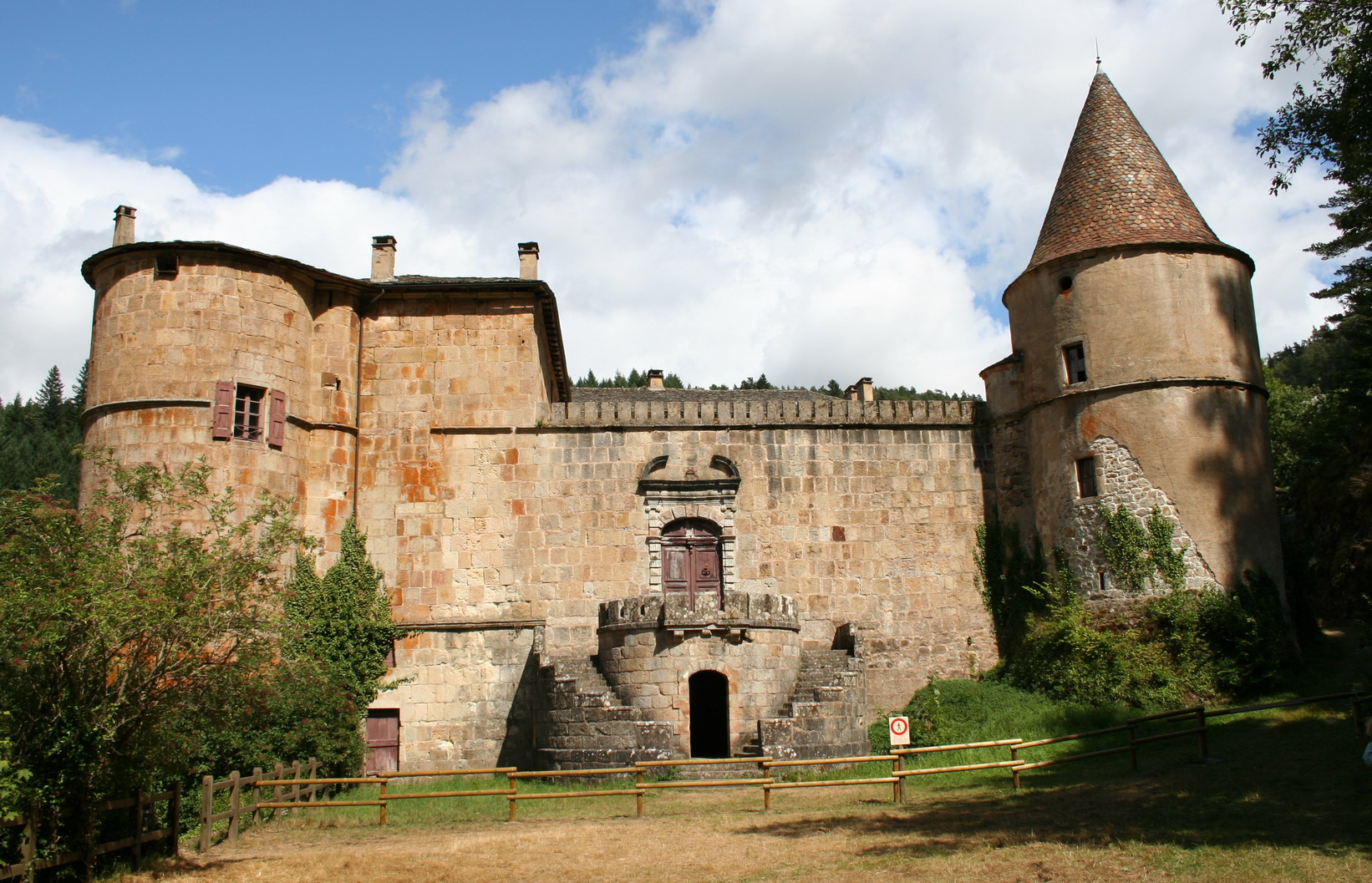
Castell de Ròcadolç